# Halothamnus
Halothamnus ist eine Pflanzengattung in der Familie der Fuchsschwanzgewächse (Amaranthaceae). Der botanische Gattungsname Halothamnus leitet sich von den griechischen Wörtern ἅλς (hals) für Salz und θαμνος (thamnos) für Strauch ab und bedeutet somit „Salzstrauch“; das kann sich sowohl auf die oft salzigen Wuchsorte als auch auf die Salzanreicherung in den Pflanzen beziehen.

## Beschreibung
Die meisten Halothamnus-Arten sind kleinere Sträucher und Halbsträucher, zwei Arten sind Einjährige. Die Laubblätter sitzen wechselständig und ohne basale Verjüngung am Stängel. Sie sind einfach, ganzrandig, im Querschnitt fast stielrund, konkav oder flach und leicht fleischig (sukkulent). 
Die zwittrigen Blüten sind unscheinbar und sitzen einzeln in der Achsel eines Tragblatts (Braktee) und zweier seitlicher Vorblätter (Brakteolen). Ihre fünf unverwachsenen Blütenhüllblätter (Tepalen) sind im unteren Teil farblos, oberhalb einer Querfurche grünlich mit häutigem Rand. Sie umhüllen fünf Staubblätter, welche am Blütengrund einer schalenförmigen Struktur (hypogyner Diskus) entspringen. Zwei Fruchtblätter sind zu einem oberständigen Fruchtknoten verwachsen. Der Griffel ist zur Basis verbreitert und trägt an der Spitze zwei Narben. 
Die einsamige, horizontal abgeflachte Frucht bleibt von der verhärtenden Blütenhülle (Perianth) umschlossen. Aus der Querfurche am Rücken der Tepalen wachsen häutige, gestreifte Flügel aus. Unterhalb der Flügel verdicken und verholzen die Tepalen und bilden so einen Tubus mit flacher Basis, ohne aber miteinander zu verwachsen. Auf der Unterseite der abgefallenen Frucht sind ringförmig fünf Gruben zu erkennen, welche von einem Wall umgeben werden. Diese Fruchtmerkmale sind kennzeichnend für die Gattung Halothamnus.

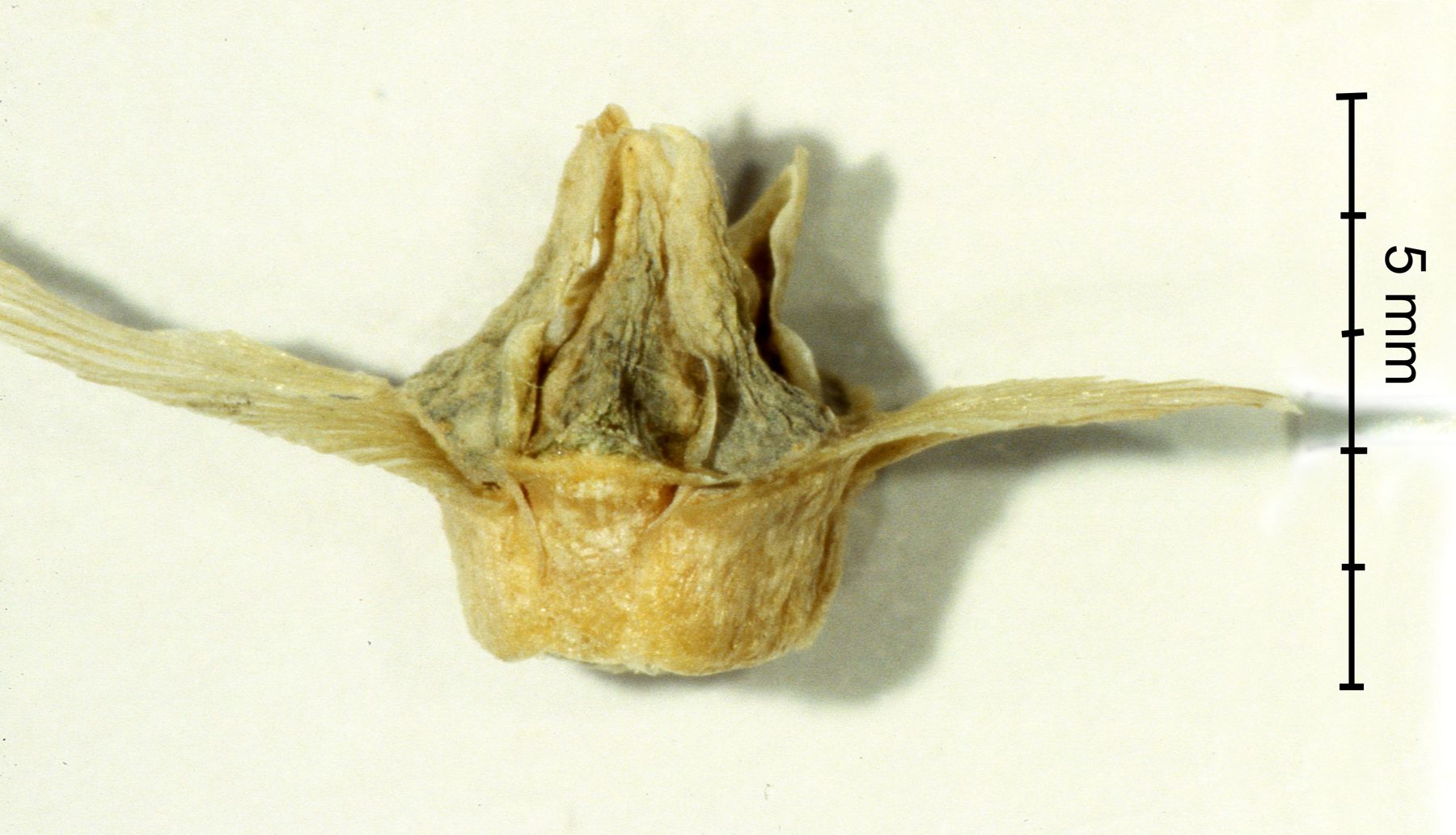
Seitenansicht einer Frucht von Halothamnus lancifolius.
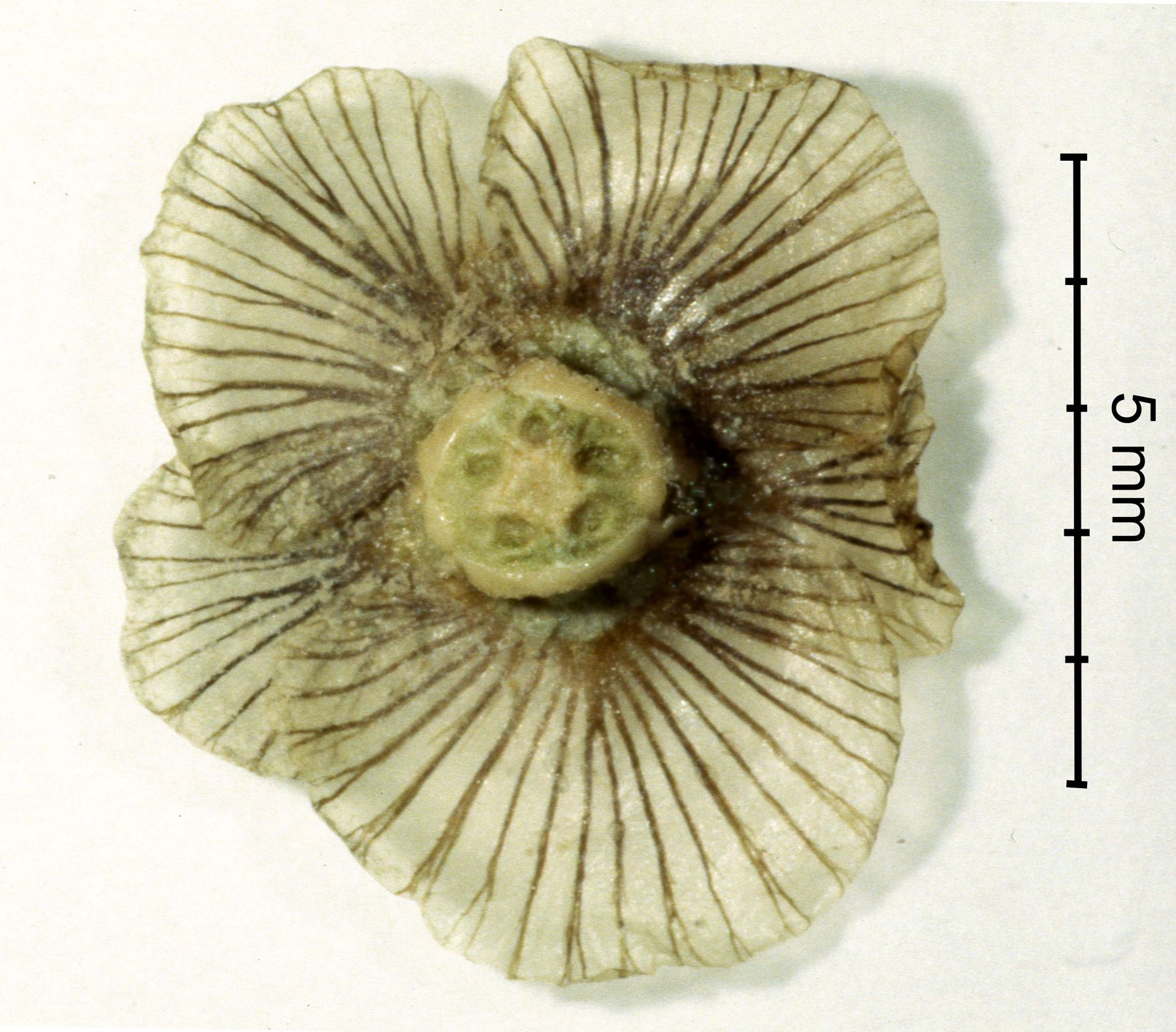
Unterseite einer Frucht von Halothamnus iranicus.

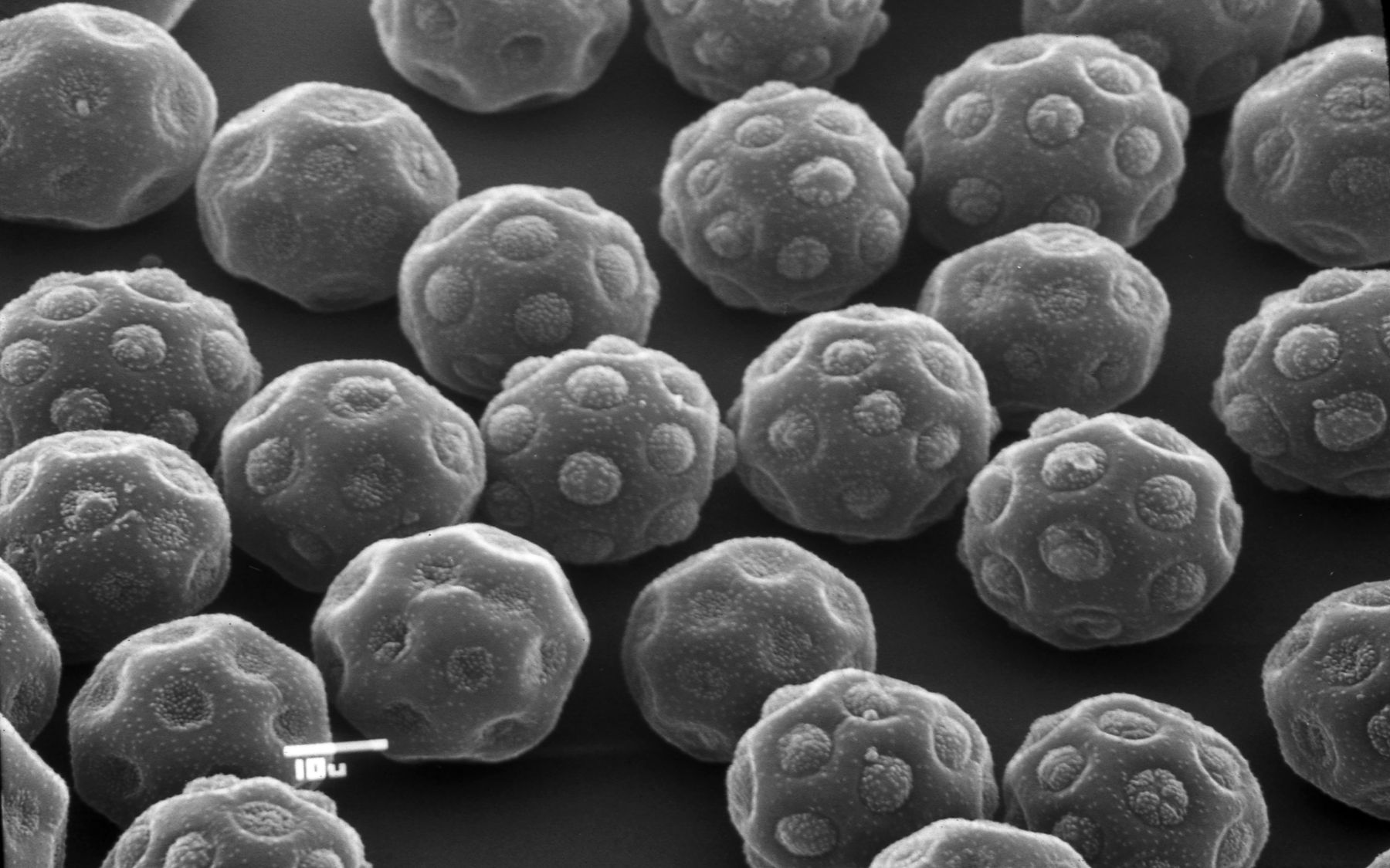
Pollen von Halothamnus glaucus subsp. tianschanicus

Die Pollenkörner sind nahezu kugelrund, 18 bis 38 µm im Durchmesser, und besitzen auf der ganzen Fläche verteilt etwa 12 bis 29 Poren (pantoporat), wie es für die Gänsefußgewächse typisch ist. Die einzelnen Arten unterscheiden sich in Pollengröße und Porenzahl, wobei die südlicheren Arten die kleinsten und die nördlichen Arten die größten Pollenkörner aufweisen.

## Bestäubung und Fruchtausbreitung
Bei allen Halothamnus-Arten blühen zuerst die Staubbeutel auf, erst nach deren Abblühen entfalten sich die Narben (Proterandrie). Bei Halothamnus subaphyllus wurde Bestäubung durch Insekten nachgewiesen (Entomophilie). Von den anderen Arten gibt es noch keine Beobachtungen, es spricht aber viel dafür, dass sie auch insektenblütig sind.
Die von der verhärtenden Blütenhülle umschlossenen Früchte werden vom Wind ausgebreitet (Anemochorie), wobei die bis 20 mm Durchmesser großen Flügelscheiben für Auftrieb sorgen.

## Photosyntheseweg
Alle Halothamnus-Arten besitzen einen anatomischen Blattaufbau mit Kranz-Anatomie vom Salsola-Typ. Physiologische Untersuchungen bestätigten, dass die Photosynthese über den C4-Stoffwechselweg abläuft (C4-Pflanzen).

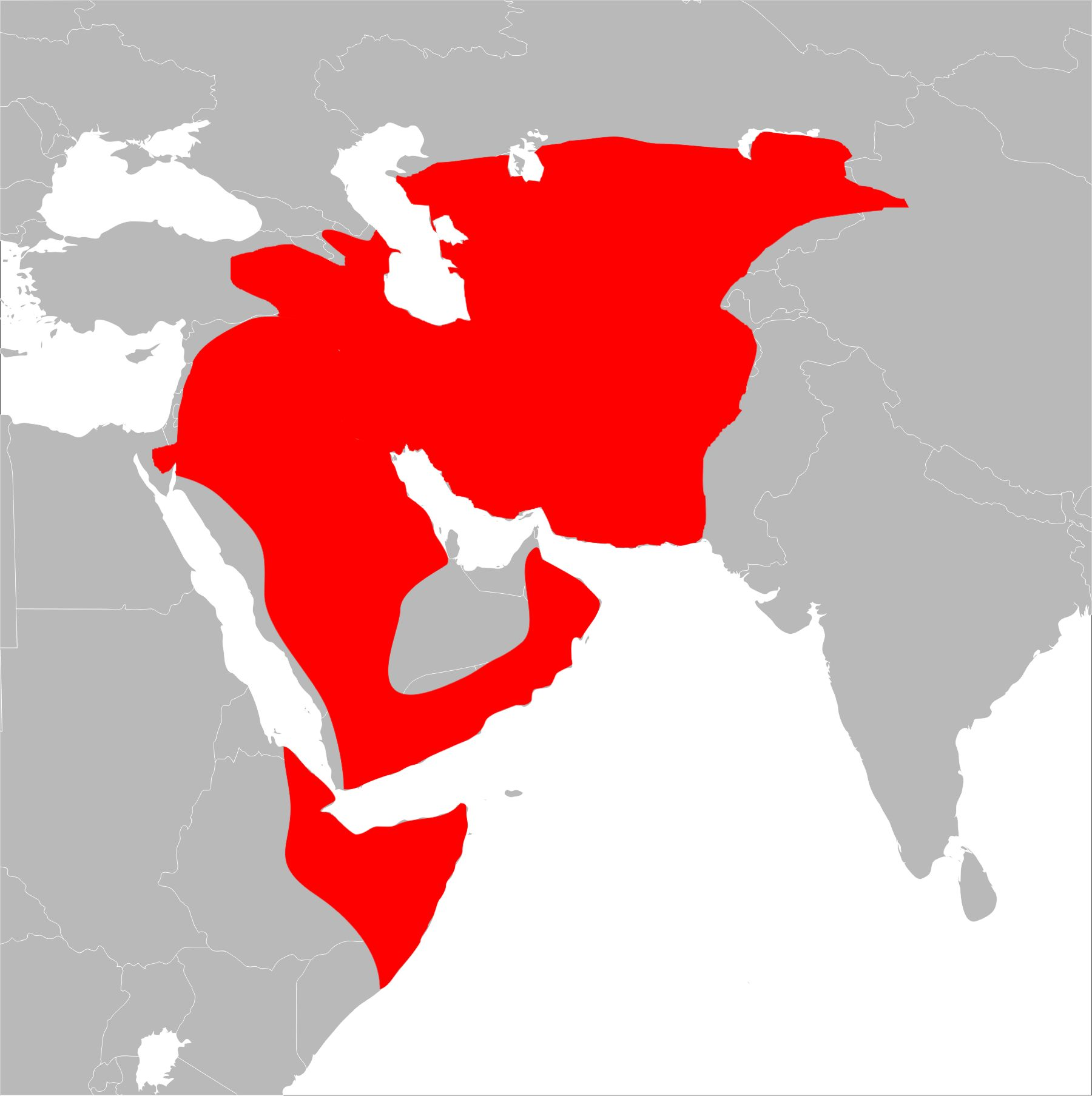
Verbreitungsgebiet der Gattung Halothamnus

## Vorkommen
Das Verbreitungsgebiet der Gattung Halothamnus reicht in Nord-Süd-Richtung von Kasachstan bis nach Somalia, und in West-Ost-Richtung von der Sinai-Halbinsel bis zur Dshungarei in China. Besonders artenreich sind das Hochland von Iran und Afghanistan sowie Mittelasien (Usbekistan, Turkmenistan). 
Alle Halothamnus-Arten wachsen an trockenen Standorten der Halbwüsten und Wüsten, vom Flachland bis in Höhenlagen von etwa 2800 Meter im Gebirge. Sie besiedeln steinigen, lehmigen oder sandigen Boden, viele Halothamnus-Arten tolerieren auch salz- oder gipshaltigen Untergrund.

## Nutzung

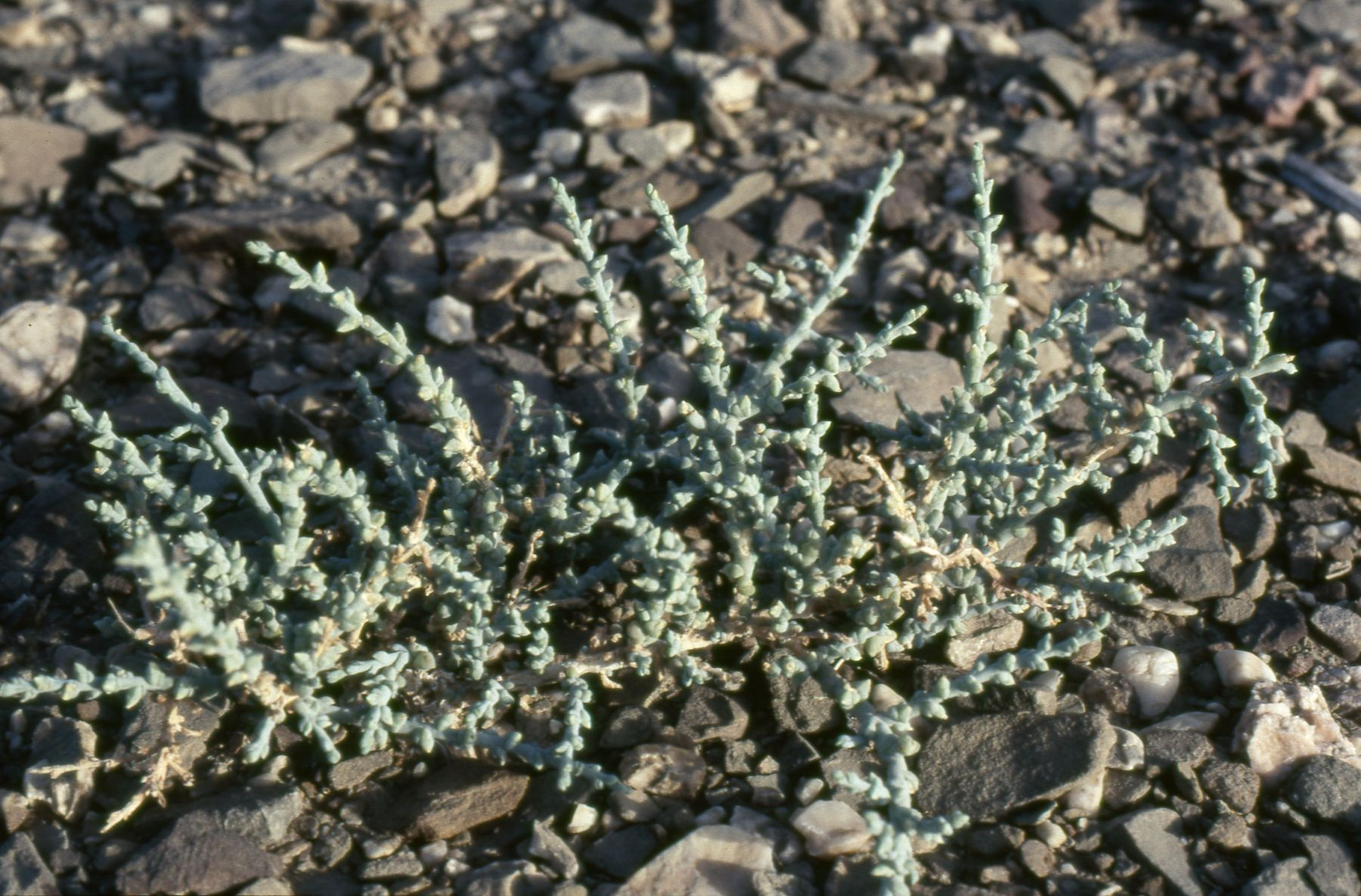
Halothamnus iranicus

Manche Halothamnus-Arten sind wichtige Futterpflanzen für Kamele, Schafe und Ziegen, daher werden sie zur Rekultivierung von Weideflächen angebaut, beispielsweise Halothamnus subaphyllus, Halothamnus auriculus und Halothamnus glaucus. Halothamnus subaphyllus dient auch zur Befestigung von Sandflächen sowie zur Gewinnung des medizinisch verwendeten Alkaloids Salsolin. Halothamnus somalensis dient als Heilpflanze gegen parasitische Würmer.
Vor der Einführung des Kali-Bergbaus wurden Alkalien für die Seifensiederei aus Halothamnus subaphyllus und Halothamnus glaucus gewonnen.

## Systematik

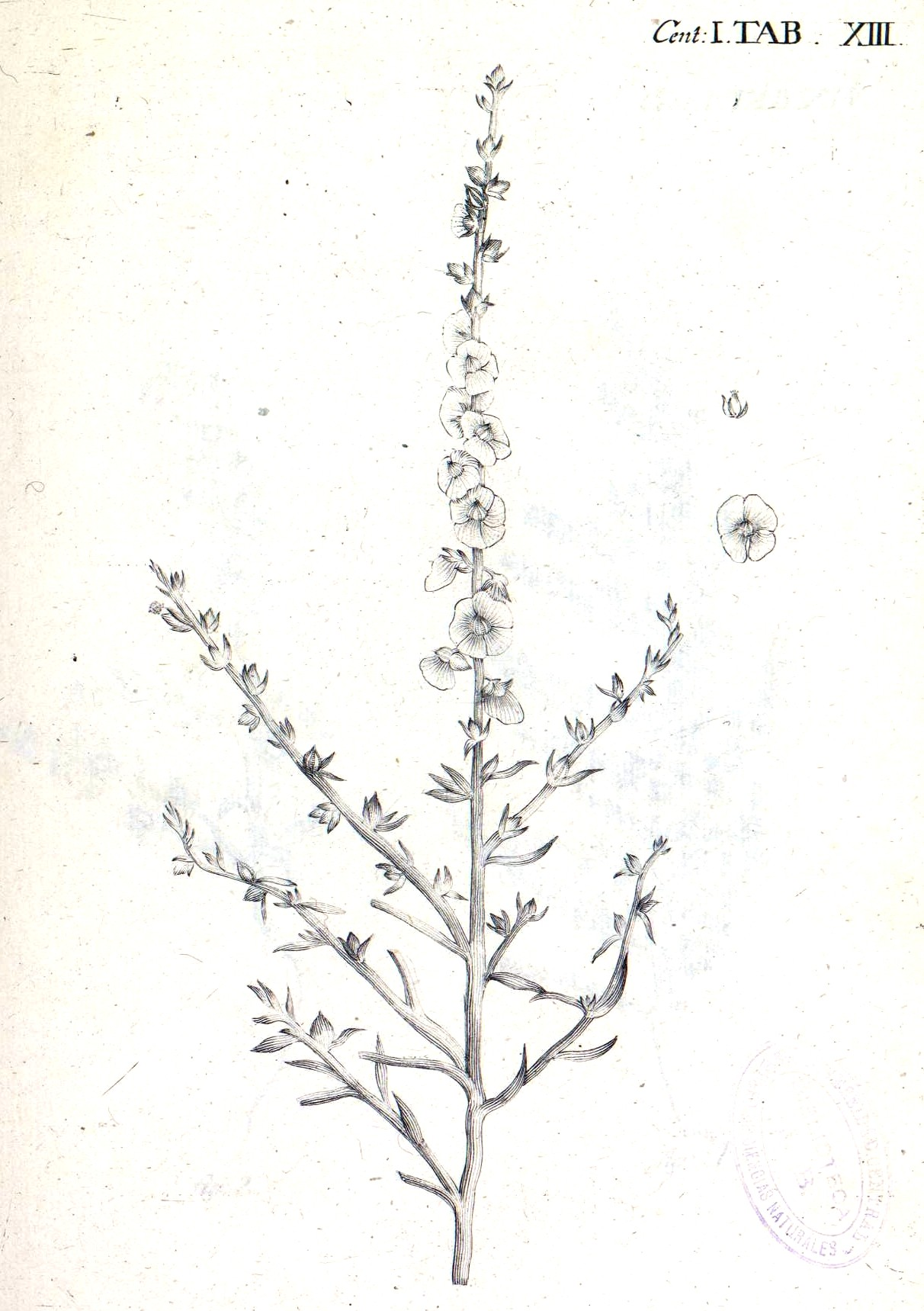
Die erste Abbildung einer Halothamnus-Pflanze, 1728 von J.C. Buxbaum als "Kali fruticosum spicatum", zeigt Halothamnus glaucus

Die Gattung Halothamnus wurde 1845 durch Hippolyte François Jaubert und Édouard Spach in Illustrationes Plantarum Orientalium, 2, 50, Tafel 136 aufgestellt. Als Lectotypusart wurde 1874 Halothamnus bottae Jaub. & Spach festgelegt. Synonyme für Halothamnus Jaub. & Spach sind Aellenia (Ulbr.) emend. Aellen und Salsola L. sect. Sphragidanthus Iljin.
Die Gattung Halothamnus steht der Gattung Salzkraut (Salsola) nahe und gehört zur Subtribus Sodinae aus der Tribus Salsoleae in der Unterfamilie Salsoloideae innerhalb der Familie Amaranthaceae. Phylogenetische Untersuchungen haben gezeigt, dass die Gattung monophyletisch ist.
Die Gattung Halothamnus wird von Kothe-Heinrich in zwei Sektionen gegliedert und enthält 21 Arten (Verbreitungsangaben nach Kothe-Heinrich 1993): 
- Sektion Pungentifolia Kothe-Heinr.: Mit der einzigen Art:
  - Halothamnus beckettii Botsch.: Diese Art kommt nur in Somalia vor.

- Sektion Halothamnus: Mit etwa 20 Arten:
  - Halothamnus afghanicus Kothe-Heinr.: Sie ist im östlichen Afghanistan endemisch.
  - Halothamnus auriculus (Moq.) Botsch.: Mit zwei 2 Unterarten. Sie kommt im nördlichen Iran und nordwestlichen Pakistan, Afghanistan, im südlichen Turkmenistan, Tadschikistan, Usbekistan und Kirgisistan vor.
  - Halothamnus bamianicus (Gilli) Botsch.: Sie ist in Afghanistan in den Trockentälern des zentralen Hindukusch endemisch.
  - Halothamnus bottae Jaub. & Spach: Mit zwei Unterarten. Sie kommt auf der Arabischen Halbinsel vor.
  - Halothamnus cinerascens (Moq.) Kothe-Heinr.: Mit zwei Unterarten. Sie ist im nördlichen Iran südlich des Elburs-Gebirges endemisch.
  - Halothamnus ferganensis Botsch.: Sie kommt in Kasachstan, Usbekistan, Tadschikistan und Kirgisistan vor.
  - Halothamnus glaucus (M.Bieb.) Botsch.: Mit drei Unterarten. Sie ist weitverbreitet von der östlichen Türkei über Georgien, Armenien, Aserbaidschan, Turkmenistan, den nördlichen Iran, Kasachstan, Usbekistan, Kirgistan bis zur Volksrepublik China (Dsungarei).
  - Halothamnus hierochunticus (Bornm.) Botsch.: Sie ist von Libanon, Syrien, der südöstlichen Türkei, Israel und Palästina über Jordanien und den Irak bis in den westlichen Iran verbreitet.
  - Halothamnus iliensis (Lipsky) Botsch.: Sie ist in Zentralasien verbreitet.
  - Halothamnus iranicus Botsch.: Sie ist im südlichen Iran und südwestlichen Pakistan verbreitet.
  - Halothamnus iraqensis Botsch.: Sie kommt im östlichen Syrien, Irak, Kuwait und im nördlichen Saudi-Arabien vor.
  - Halothamnus kermanensis Kothe-Heinr.: Sie ist im südlichen Iran endemisch.
  - Halothamnus lancifolius (Boiss.) Kothe-Heinr.: Sie kommt in Syrien, Israel und Palästina, Jordanien, im westlichen Irak, Ägypten (Sinai) und nordwestlichen Saudi-Arabien vor.
  - Halothamnus oxianus Botsch.: Sie kommt im östlichen Turkmenistan, nordöstlichen Iran, südlichen Usbekistan, südlichen Tadschikistan und nördlichen Afghanistan vor.
  - Halothamnus schurobi (Botsch.): Sie kommt im südlichen Usbekistan und nördlichen Afghanistan vor.
  - Halothamnus seravschanicus Botsch.: Sie kommt nur im Tal des Serafschan in Tadschikistan vor.
  - Halothamnus sistanicus (De Marco & Dinelli) Kothe-Heinr.: Sie kommt in der Sīstān-Senke im östlichen Iran vor.
  - Halothamnus somalensis (N.E.Br.) Botsch.: Sie kommt in Ostafrika in Dschibuti, Somalia und Äthiopien vor.
  - Halothamnus subaphyllus (C.Meyer) Botsch.: Mit drei Unterarten. Sie ist weitverbreitet in Kasachstan, Turkmenistan, Usbekistan, Tadschikistan, Iran, Afghanistan und Pakistan (Belutschistan).
  - Halothamnus turcomanicus Botsch.: Sie kommt im südwestlichen Turkmenistan vor.